# Chrétien de Troyes
Œuvres principales
- Érec et Énide (v. 1170)
- Cligès ou la Fausse morte (v. 1175)
- Lancelot ou le Chevalier de la charrette (v. 1175-1181)
- Yvain ou le Chevalier au lion (v. 1175-1181)
- Perceval ou le Conte du Graal (v. 1182-1190)

Chrétien de Troyes (né vers 1130 et mort entre 1180 et 1190) est un écrivain, poète, romancier et trouvère français. Considéré comme le fondateur de la littérature arthurienne en ancien français, il est l'un des premiers auteurs de romans de chevalerie. Chrétien de Troyes fut au service de la cour de Champagne, au temps d'Henri le Libéral et de son épouse Marie de France, fille d'Aliénor d'Aquitaine et de Louis VII.
Ses œuvres majeures sont : Érec et Énide, Cligès, Lancelot ou le Chevalier de la charrette écrit probablement en même temps que Yvain ou le Chevalier au lion, et Perceval ou le Conte du Graal, œuvre inachevée. Ses romans reflètent les idéaux politiques et culturels du milieu pour et dans lequel il écrit. Ils mettent en scène un idéal aristocratique mêlant l'aventure chevaleresque, l'amour courtois et les aspirations religieuses que symbolise l'esprit de croisade.

## Biographie
On sait peu de choses sur la vie de Chrétien de Troyes, si ce n'est ce qu'il en dit lui-même dans ses ouvrages. Cela se résume à un nom, une liste d'œuvres et deux dates limites entre lesquelles il a écrit ses romans. À partir de ces informations, les critiques ont forgé une biographie dont les éléments vont du quasi-certain à l'hypothétique indémontrable[réf. nécessaire].

### Certitudes

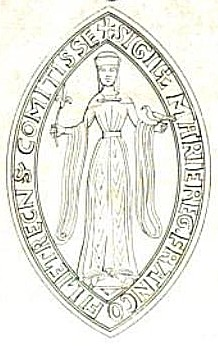
Sceau de Marie de Champagne.

Le nom de « Chrétien » est révélé dans le prologue d'Érec et Énide, où il se présente au lecteur comme Crestiens de Troies. Son lieu et sa date de naissance exacts restent inconnus, et de nombreuses hypothèses ont été émises. Il serait né vers 1130 à Troyes ou du moins en Champagne comme le confirment des traces de dialecte champenois dans ses textes. Or la ville de Troyes ayant brûlé à la fin du XIIe siècle, il ne reste aucun document qui puisse fournir une date précise. 
Les évènements qui ont pu marquer sa jeunesse sont inconnus. Ses débuts en littérature sont datés vers 1160 avec des traductions de L'Art d'aimer et de passages des Métamorphoses d'Ovide. Trois sur quatre de ces textes sont perdus tout comme son premier roman arthurien qui mettait en scène Tristan et Iseut et se serait intitulé Du roi Marc et d'Yseult la blonde. Vers 1162, Chrétien écrit Érec et Énide et après 1164 il propose Cligès ou la fausse morte. Il faut noter que des dates plus tardives sont parfois proposées comme 1170 pour Érec et Énide et 1176 pour Cligès, ce qui marque la difficulté de donner des dates certaines pour l'écriture de ces romans.
Dans le prologue du Chevalier de la charrette, Chrétien affirme avoir écrit sur les comandemanz … de ma dame de Champaigne, c'est-à-dire de Marie de Champagne, fille d'Aliénor d'Aquitaine et de Louis VII. Ce prologue nous renseigne à la fois sur son statut de poète à la cour de Champagne, ainsi que sur le fait que le Chevalier de la charrette est une œuvre de commande, où Marie de Champagne lui impose la matière et la signification. De même, dans le prologue de sa dernière œuvre, Perceval ou le Conte du Graal, Chrétien indique être au service de Philippe d'Alsace, comte de Flandre et soupirant de Marie de Champagne : aucune source ne peut cependant confirmer qu'il est bien le commanditaire de l'œuvre. Le prologue le présente comme « le plus valeureux des hommes qui soit en l'empire de Rome ».
Ces deux mécènes sont des personnages de haute noblesse, et ils donnent des repères précieux pour dater avec plus de précision la vie de Chrétien de Troyes et l'écriture de ces deux romans entre 1164 (année du mariage de Marie avec le comte de Champagne Henri le Libéral) et 1191 (année du décès du comte de Flandre). Ainsi Lancelot daterait de 1168 alors que la rédaction de Perceval, qui est une œuvre inachevée, aurait comme date finale 1182. Entre-temps, Chrétien aurait écrit Yvain ou le Chevalier au lion vers 1172.
La mort de Chrétien est tout aussi peu connue que sa naissance, et si l'on en croit Gerbert de Montreuil, celle-ci est responsable de l’inachèvement du Conte du Graal. Son décès est habituellement situé dans les années 1180-1190. Parmi les critiques spécialistes de Chrétien de Troyes, Jean Frappier ne propose aucune date mais Jean-Marie Fritz suggère 1190 tout comme Martin Aurell.

### Suppositions
Il est supposé que Chrétien aurait été issu d'une famille de la petite noblesse, en s'appuyant notamment sur la description du vavasseur père d'Énide dans Érec et Énide : suggérant que les vavasseurs constituent le socle moral et le fondement social de l'ordre féodal, il aurait ainsi rendu hommage à son milieu d'origine. Dans cette perspective, l'auteur de Cligès aurait été le fils cadet d'une famille aristocratique qui aurait été destiné à la carrière cléricale. Mais cette hypothèse se heurte au fait que Chrétien rattache son nom à la ville de Troyes, et non, comme cela aurait été l'usage pour un aristocrate, à un château ou à un fief,.
Il a été suggéré que Chrétien était peut-être chanoine car dans les archives épiscopales de Troyes un texte daté de 1173 est signé Christianus canonicus sancti Lupi. Rien ne vient cependant confirmer ou infirmer cette hypothèse. Si la référence de Wolfram von Eschenbach à Chrétien comme meister peut suggérer qu'il était religieux, cela peut aussi être un signe de déférence envers un grand auteur.
Il a été également évoqué la possibilité d'une origine juive de Chrétien. Cette hypothèse est soutenue à partir de sa signature dans Philomena, où il se désigne comme étant « Crestien li Gois » : le fait de se désigner comme « goy » pourrait impliquer que l'auteur était un juif converti . Mais « Gois » n'est peut-être qu'une déformation de « Gouaix », village situé à proximité de Troyes. Une autre possibilité est que cette signature aurait été ajoutée par l'un de ses compilateurs, d'autant que, dans le Conte du Graal, Chrétien traite les Juifs avec violence : « félons qu'on devrait abattre comme des chiens », ce qui paraît peu compatible avec une éventuelle judéité.

## Œuvre
Tous ses textes sont en langue romane et nous ne lui connaissons aucun écrit en latin. Dans l'introduction de Cligès, Chrétien indique qu'il est l'auteur de cinq autres œuvres antérieures à ses romans : quatre sont des adaptations d'Ovide en langue vernaculaire, dont une seule nous est parvenue ; la cinquième est une version de Tristan et Iseut.

### Traductions d'Ovide
Dans le prologue de Cligès, Chrétien rappelle le titre des œuvres qu'il a écrites. Quatre sont des mises en roman, aussi appelées translatio studii, c'est-à-dire la traduction d'un texte latin en langue romane.

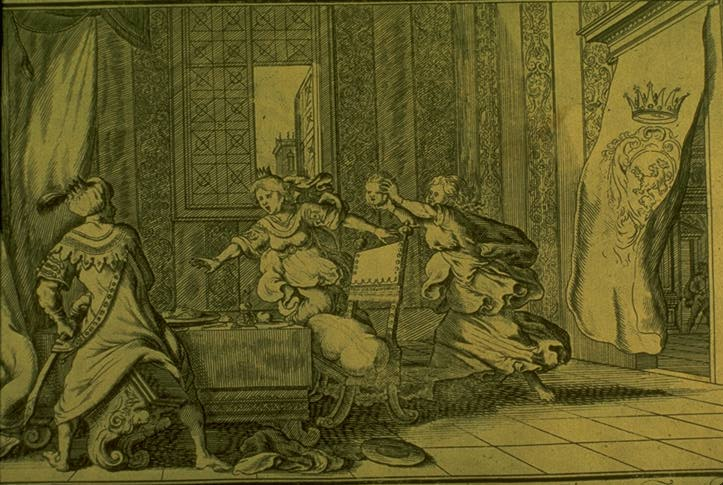
Philomèle, Procné et Térée, les personnages de La Muance de la hupe, de l'aronde et del rossignol tirée des Métamorphoses d'Ovide.

De ces traductions ne reste que La Muance de la hupe, de l'aronde et del rossignol, connu sous le titre de Philomena, d'après l'histoire de la métamorphose de Térée, Philomèle et Procné racontée dans le livre VI des Métamorphoses. Les trois autres étaient aussi des traductions de textes d'Ovide. Il s'agissait de Les Commandemanz Ovide, d'après Les remèdes à l'amour, L'Art d'amors d'après L'Art d'aimer et Le mors de l'épaule d'après l'histoire de l'épaule de Pélops mangée par Déméter qui se trouve aussi au livre VI des Métamorphoses. En 1884, Gaston Paris découvre le texte du Philomena dans un ouvrage du XIVe siècle intitulé L'Ovide moralisé. Ce livre regroupe des traductions des Métamorphoses d'Ovide ainsi que des commentaires sur l'œuvre. Des indices concordants comme le langage utilisé, le style littéraire permettent d'attribuer la partie consacrée aux métamorphoses de Philomèle, de Procnée et de Térée à Chrétien. Cependant l'auteur ne se nomme pas lui-même comme Chrétien de Troyes mais comme Crestiien li Gois.
Comme le texte de Philomena est intégré dans une anthologie, il a été réécrit en partie par le compilateur et le poème originel est noyé dans la réécriture. Dès lors des critiques ont rejeté l'attribution du texte à Chrétien de Troyes après avoir étudié le lexique et la grammaire jugés trop différents de ce qui se trouve dans les romans postérieurs. Le traitement des relations amoureuses étonne aussi au regard de ce qui est décrit dans les romans arthuriens. À ces détracteurs, il est souvent répondu que Philomène est une œuvre de jeunesse, que le style a mûri et que les thématiques ont évolué avec l'âge. Toutefois, comme le rappelle Joseph J. Duggan, rien n'indique formellement que cette traduction est une œuvre de jeunesse et lui-même propose les années aux alentours de 1175 comme date d'écriture.

### Les romans arthuriens

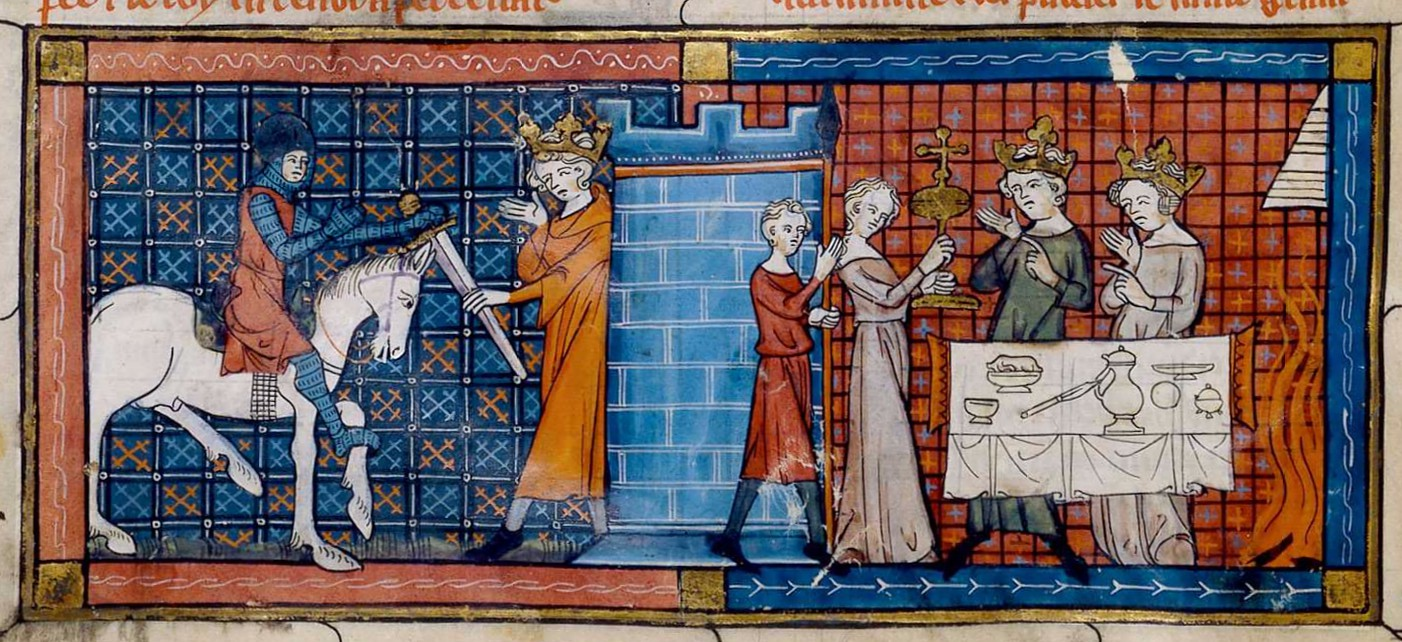
Perceval recevant une épée du roi Pêcheur.

Chrétien de Troyes a écrit cinq romans chevaleresques en vers octosyllabiques à rimes plates sans alternance,. S'inspirant des légendes bretonnes et celtes du Roi Arthur et de la quête du Graal, Chrétien de Troyes écrit alors un roman : del roi Marc et d'Ysalt la blonde (Tristan et Iseult, perdu), Érec et Énide, vers 1170, Cligès ou la Fausse morte, vers 1176, Lancelot ou le Chevalier de la charrette (entre 1175 et 1181, le roman est achevé par Godefrois de Lagny), Yvain ou le Chevalier au lion (vers 1175-1181), et finalement Perceval ou le Conte du Graal (vers 1182-1190, inachevé). C'est grâce à ces romans que Chrétien est devenu « le père du roman arthurien » et « l'inventeur du roman médiéval ». Ces aventures mythiques sont parfaitement réadaptées dans le cadre de la littérature courtoise. Les héros sont souvent confrontés à un choix difficile entre leur amour et leur devoir moral de chevalier.
Sa principale œuvre est donc celle des romans de la Table ronde avec pour représentant le roi Arthur. Ce personnage, a priori principal puisque son souvenir est destiné à passer l'épreuve du temps, n'est pourtant pas au centre des quêtes qu'invente Chrétien de Troyes. À l'inverse, on y trouve des chevaliers connus comme Yvain, Lancelot, Perceval, Gauvin ou Érec dont la ligne de conduite réside dans la courtoisie. La base de ses romans est bien souvent la quête implicite du personnage vers la reconnaissance et la découverte de soi, comme vers la découverte des autres, à l'image d'une intégration à la cour et de l'amour de la reine Guenièvre. Alors que le début du roman présente un héros heureux et parfaitement intégré au monde chevaleresque, il se produit ensuite une crise. Celle-ci montre au chevalier qu'il lui manque quelque chose pour que sa vie soit vraiment heureuse. Dès lors il entreprend une quête qui comblera ce manque. Cela passe par une lutte interne entre l'amour et l'aventure qui à la fin du roman se résout par l'acceptation et la synthèse des deux. À l'inverse de la chanson de geste, dont le thème est patriotique (histoire de Charlemagne par Roland par exemple) et dont la quête est dite « collective », les romans de Chrétien de Troyes proposent une quête personnelle du chevalier qui s'accomplit uniquement par le surpassement des épreuves physiques, magiques voire spirituelles lors de la quête du Graal .
La cour du roi Arthur est un lieu fixe dans tous les romans de Chrétien de Troyes. Elle est située à Tintagel (Tintaguel en ancien français, dans le texte du Roman de Perceval) en Bretagne. Cette Bretagne, appelée royaume de Logres, recouvre un vaste ensemble de terres : pays de Galles, Écosse, Cornouailles, Armorique. Cette dernière est bien sûr imaginée par l'auteur, qui se base sur des croyances populaires celtes et anglo-normandes. La cour est un point de repère idéal pour les romans de la Table ronde, elle est le lieu de la plénitude où règnent la grande vie et les biens en abondance. À cette cour les chevaliers rivalisent de courage pour acquérir la meilleure renommée possible. Le chevalier ne répond pas à l'appel de l'aventure pour seulement corriger les torts mais aussi pour prouver qu'il est un excellent chevalier. Ce faisant, les chevaliers du roi Arthur pervertissent l'essence de la chevalerie qui veut des guerriers combattant pour le bien d'autrui et non pour leur seul nom. Chrétien présente ainsi la cour du roi Arthur et en même temps signifie sa condamnation d'une telle transformation de l'idéal chevaleresque. Cet idéal est contrecarré par l'absence multipliée du roi Arthur qui peut-être expliquée par la perte progressive de pouvoir de sa cour.  
La quête permet donc de retrouver la vraie voie de la chevalerie mais elle est aussi le moyen pour le héros de vaincre le mal. Les aventures des héros arthuriens sont bâties sur le même modèle qui présente un chevalier laissant libre le guerrier vaincu, voyageant incognito et ne se reposant pas. Les aventures de la Table ronde trouvent leur source d'existence dans la femme, dans l'être aimé. Chrétien de Troyes oppose déjà cet amour à la raison, et c'est ce symbole qui marquera durablement la littérature française. Si le thème de la courtoisie disparaîtra peu à peu de l'histoire littéraire, au fil de l'avancement des mœurs populaires, le thème de l'amour pur, lui, s'y ancrera très profondément.

#### Érec et Énide
Érec et Énide est le premier roman conservé de Chrétien de Troyes. C'est aussi le premier roman français consacré à un épisode de la légende arthurienne qui nous est parvenu. Il vient après les traductions d'Ovide et le roman de Marc et Iseult. C'est ce qui est indiqué par Chrétien dans son prologue de Cligès. Là, il fait aussi une allusion aux sources de son récit en expliquant qu'il provient de la tradition orale. Il est impossible d'en savoir plus car aucun texte celtique ne raconte de cette façon la légende d'Érec et les textes bretons antérieurs au XVe siècle ont tous disparu. La date de sa composition reste inconnue et selon les chercheurs elle est située entre 1170 et 1183. Le roman raconte comment Érec rencontre Énide puis l'éloignement d'Érec de la vie aventureuse de chevalier. Énide apprend à son époux que les autres chevaliers murmurent contre lui et Érec en colère après avoir entendu cela décide de partir à l'aventure avec sa femme à laquelle il interdit de parler. Ce voyage fait rencontrer aux amants des guerriers et des géants qu'Érec vainc. Énide ne peut s'empêcher d'avertir son époux malgré l'interdiction qu'il lui a été faite. Après un dernier combat le couple se reforme. Érec doit alors combattre un dernier chevalier avant d'hériter du royaume de son père qui vient de décéder.

#### Cligès ou la fausse morte
Cligès est le deuxième roman arthurien écrit par Chrétien de Troyes et aurait été composé entre 1176 et 1187. Chrétien donne une source précise utilisée pour la première partie du roman. Il aurait lu l'histoire dans un livre conservé dans la bibliothèque Saint-Pierre située à Beauvais. Un empereur grec, Alexandre, décide de se faire adouber par le roi Arthur. Après avoir aidé celui-ci à renverser un usurpateur, il épouse Soredamor, nièce d'Arthur. De leur union naît un fils, Cligès. Alexandre avec sa femme et son fils retourne quelque temps après en Grèce où Cligès grandit. Après la mort de ses parents, Cligès devient chevalier pour son oncle Alis devenu empereur. Alis décide de se marier avec la fille de l'empereur d'Allemagne, Fenice. Cligès fait partie du groupe de chevaliers chargés d'aller la chercher et en tombe amoureux. Fenice répond à son amour et tous deux après plusieurs péripéties (enlèvement de Fenice, combats contre les Saxons, fausse mort de Fenice, etc.) se cachent. Ils sont découverts et décident de partir pour la cour d'Arthur. Là, ils apprennent la mort d'Alis ce qui permet au couple de revenir en Grèce où Cligès est couronné et épouse Fenice.

#### Lancelot ou le Chevalier de la charrette

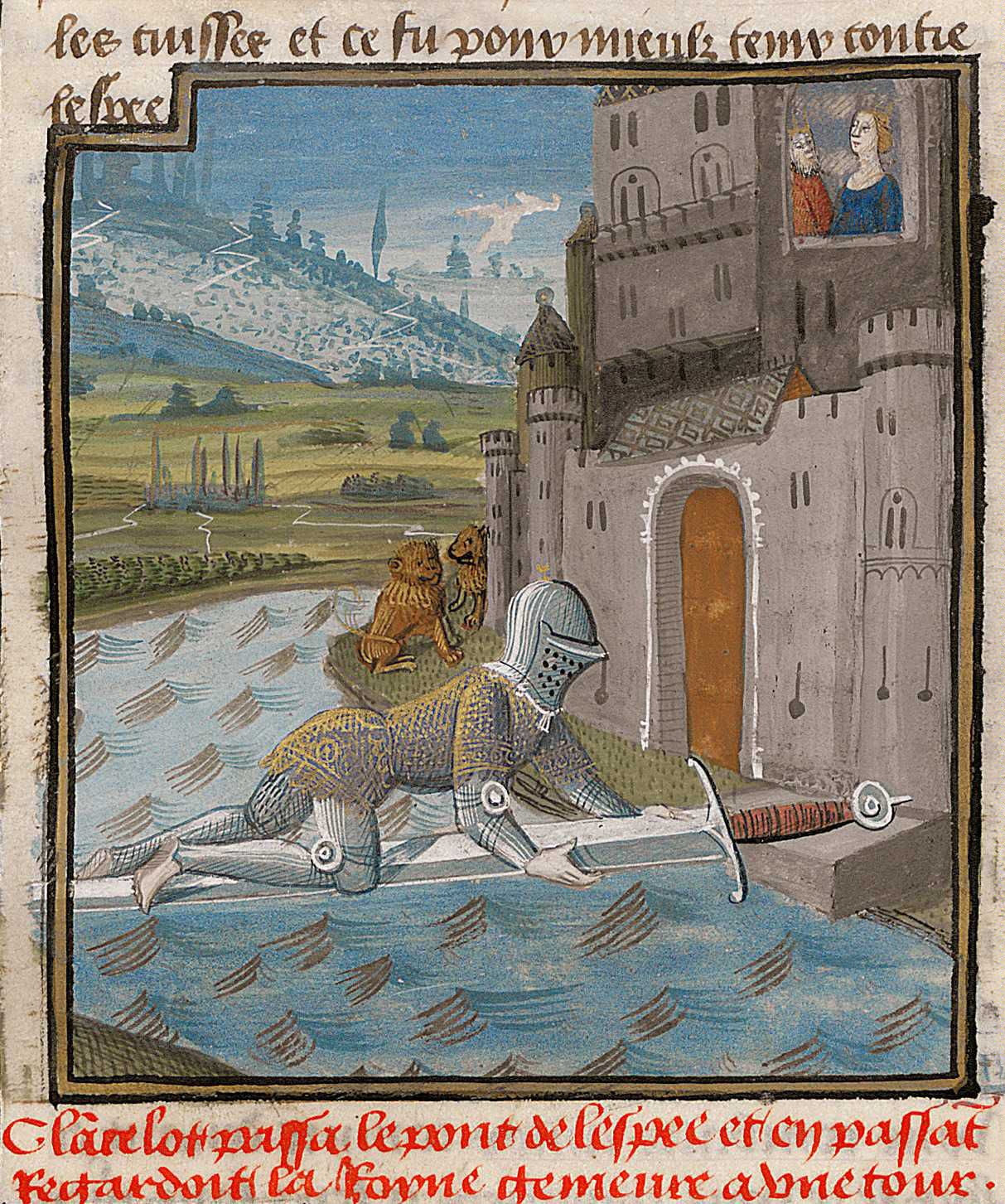
Lancelot traversant le pont de l'épée.

Troisième roman arthurien, Lancelot a probablement été composé en même temps que le roman d'Yvain ou le chevalier au lion. En effet des références au Lancelot sont faites dans le roman d'Yvain. Les dates de composition varient selon les auteurs entre 1177 et 1189. Dans l'introduction Chrétien explique que le sujet lui a été proposé par Marie de Champagne. Chrétien ne termine pas son roman et c'est Godefroy de Lagny qui achève les aventures de Lancelot à partir du moment où celui-ci est emprisonné dans la tour, ce qui représente à peu près 1/7 de la longueur du roman.
La reine Guenièvre est enlevée par Méléagant, Lancelot, un des meilleurs chevaliers d'Arthur, part la libérer mais, avant d'atteindre le château de Méléagant, il est obligé de passer plusieurs épreuves dont celle du lit périlleux et celle du pont de l'épée. Lancelot doit à un moment accepter d'être conduit par un bouvier dans une charrette de condamné. Il hésite avant d'accepter et cette hésitation amène Guenièvre à se plaindre de son manque d'amour. Ce faisant, il se déshonore mais parvient à retrouver la reine dont il est amoureux et à tuer Méléagant. Le choix de sacrifier son honneur pour gagner son élue est typique du roman courtois, de la fin'amor.

#### Yvain, le chevalier au lion
Yvain, le chevalier au lion est écrit vers 1176. À la cour du roi Arthur, Yvain entend son cousin Calogrenant raconter comment lors d'une aventure il a été humilié. Yvain décide de le venger et combat le gardien d'une fontaine enchantée, Barenton en Brocéliande. Il tombe amoureux de la femme de ce chevalier qu'il vient de tuer. Grâce à l'aide de la servante Lunette, il convainc la jeune femme, Laudine, de l'épouser. À peine marié, Yvain décide de suivre son cousin Gauvain dans des tournois. Laudine accepte de le laisser partir mais lui donne un an et un jour pour revenir. Comme Yvain ne revient pas le jour dit, Laudine le chasse. Yvain devient un chevalier errant et doit exécuter de nombreuses prouesses. Entre autres il aide un lion à combattre un serpent et le lion décide de le suivre ce qui vaut à Yvain son surnom de chevalier au lion. Après toutes ses aventures, Yvain retrouve, grâce à Lunette, Laudine, qui lui accorde son pardon. 

#### Perceval ou le conte du Graal
Perceval ou le conte du Graal est le dernier roman de Chrétien de Troyes qui le laisse inachevé probablement parce qu'il est mort avant d'avoir pu le terminer. Le roman est dédié au comte Philippe de Flandre qui meurt en 1191, ce qui laisse à penser que le roman et la mort de Chrétien sont antérieurs à cette date. Selon les chercheurs le roman aurait été composé vers 1180 ou vers 1190. Un jeune homme, dont le nom, Perceval, n'est révélé que plus tard dans le roman, ignore tout de la chevalerie. Ayant rencontré des chevaliers, il quitte sa mère pour se rendre à la cour du roi Arthur. Alors qu'au début il apparaît comme fruste, il devient par la suite, un chevalier accompli. Un jour, il arrive au château du roi Pêcheur et voit le Graal qui est apporté dans un cortège. N'osant interroger le roi sur cet objet, il ne rompt pas l'enchantement qui empêche la guérison du roi Pêcheur. Revenu à la cour d'Arthur, il est pris à partie par une femme horrible qui lui apprend son méfait. Il décide donc de rechercher le Graal. Le roman s'intéresse alors à un second chevalier, Gauvain, dont les aventures l'amènent dans un château où vivent trois femmes et où il réussit l'épreuve du lit périlleux. Le roman revient ensuite à Perceval qui apprend d'un ermite que le Graal contient une hostie qui permet au roi Pêcheur de rester en vie. Le récit des aventures des deux chevaliers s'arrête là car le roman est inachevé.
En entrelaçant de la sorte les deux récits, Chrétien innove et crée un type de roman qui connaît un développement important au XIIIe siècle où il est beaucoup imité.

### Les chansons d'amour
Cinq chansons ont été attribuées à Chrétien de Troyes. Mais en 1974 Marie-Claire Zai a montré que deux seulement étaient de la main de Chrétien. Il s'agit de Amors tençon et bataille et D'Amors qui m'a tolu a moi. Les autres poèmes attribués s'intitulent De joli cuer chanterai, Quant li dous estez decline et Joies ne guerredons d'Amors. Pour écrire ses poèmes Chrétien de Troyes s'inspire des cansos occitanes que composent les troubadours et choisit comme schéma rythmique la coblas doblas[Quoi ?]. Dans ces deux œuvres le poète s'adresse à l'Amour (personnifié sous une forme féminine) pour se plaindre qu'elle le traite mal alors que lui reste fidèle à son service. Ce thème et cette utilisation d'une forme poétique occitane rapproche Chrétien de deux troubadours, Bernart de Ventadour et Raimbaut d'Aurenga qui ont composé leurs poèmes dans la seconde partie du XIIe siècle. En faisant ce choix d'imiter les troubadours Chrétien est le premier trouvère connu à s'inspirer des formes poétiques occitanes.

### Guillaume d'Angleterre
Guillaume d'Angleterre est un roman inspiré de la légende de saint Eustache qui raconte la séparation des membres d'une famille et leurs retrouvailles après de nombreuses péripéties. Cette légende a pour but l'édification de l'auditeur car la séparation a pour origine un appel divin. Ici, la légende est transposée dans un univers plus mondain. La séparation du roi Guillaume d'Angleterre, de sa femme et de leurs deux fils a bien pour cause la volonté divine mais par la suite, le roi et son épouse ne sont plus décrits comme des personnages pieux. Les récits en parallèle montrent un roi devenu pauvre qui s'élève dans l'échelle sociale jusqu'à ce qu'il retrouve son trône alors que la reine, proche de la sainteté au début du roman, devient une femme cupide et menteuse. L'épreuve ne dure qu'un moment et la famille se retrouve comme au début du roman.
Ce roman qui nous est parvenu par deux manuscrits est simplement signé « Crestiiens » ce qui a pu suggérer l'idée que l'auteur était Chrétien de Troyes. La langue utilisée est proche de celle de l'auteur des romans arthuriens et le roman date du XIIe siècle, période dans laquelle a vécu Chrétien de Troyes. Toutefois l'attribution reste discutée et les auteurs penchent plutôt maintenant pour dire que Chrétien de Troyes n'est pas l'auteur de Guillaume d'Angleterre.

## Sources et inspirations
Chrétien de Troyes a clairement suivi un cursus scolaire qui lui a permis d'avoir accès aux auteurs latins classiques, aux récits mythologiques et à l'histoire du monde gréco-romain. Ainsi connaît-il l'Énéide de Virgile, la Thébaïde de Stace, Alexandre le Grand, etc. qui lui permettent de comparer ses héros à ceux de l'antiquité. De plus les premiers romans français étaient des adaptations des légendes de l'antiquité et Chrétien a pu connaître et être influencé par le Roman de Thèbes, le Roman d'Énéas, le Roman de Troie, etc.. D'autres lectures d'auteurs contemporains sont décelables par des références à des personnages de récits médiévaux comme la Chanson de Roland, La Prise d'Orange, etc.. Il possède aussi une culture religieuse qui l'amène à faire référence à Samson, Salomon, etc. De plus, son style est marqué par ses lectures des auteurs anciens, comme Ovide ou Macrobe, dont il imite souvent les figures de style.
La source d’inspiration principale pour les romans arthuriens se trouve dans la tradition celtique et les légendes bretonnes (la matière de Bretagne) déjà transcrites par Geoffroy de Monmouth dans son Historia regum Britanniæ et Wace dans son Roman de Brut. Ces histoires nées en Angleterre parviennent jusqu'à Chrétien grâce aux personnes qui ont dû passer la Manche et grâce aux ménestrels qui vont de ville en ville. Des sources écrites sont aussi citées par Chrétien. Il s'agit du livre conservé dans la bibliothèque Saint-Pierre de Beauvais utilisé pour écrire Cligès et d'un livre donné par Philippe de Flandre et dans lequel est fait mention du Graal que l'on retrouve dans Perceval.
Son style est fortement imprégné par les chansons de geste en langue d’oïl de la seconde moitié du XIIe siècle et la fin'amor des troubadours.

## Style

### La conjointure
L'art de Chrétien possède plusieurs caractéristiques dont la principale est de réussir à unir en une œuvre cohérente des éléments d'origines diverses et n'étant pas nécessairement faits pour se rencontrer. Parti de la matière de Bretagne, issue elle-même de légendes celtiques, Chrétien ajoute des formes littéraires enseignées lors de la formation scolaire, des éléments provenant des chansons de trouvères, d'autres utilisés dans la littérature courtoise ainsi que des références aux codes de la société noble du XIIe siècle.
Chrétien de Troyes raconte des histoires tirées de la matière de Bretagne ou reprend des légendes antiques qui fourmillent d'éléments merveilleux. Sans rejeter complètement ce fantastique, Chrétien le mêle à des formes réalistes inspirées de ce qu'il connaît des cours dans lesquels il vit. Ce souci du vraisemblable et du détail qui touche l'auditeur est une des raisons de son succès. Toutefois, Chrétien de Troyes, qui pose quelques éléments réflexifs sur la pratique de l'écriture dans ses romans, indique que, selon lui, l'art du romancier tel qu'il est pratiqué par lui, tient à sa maîtrise de la « conjointure ». Ce terme recouvre la capacité à lier dans une même grande œuvre des éléments de récits différents. À un même personnage sont attachés diverses aventures et l'art du romancier est de reprendre ces courts récits, qui peuvent être des chansons interprétées par des trouvères, et d'en faire un texte organisé. L'auteur s'inscrit ainsi dans une tradition qu'il reprend et modifie sans toutefois vouloir être vu comme un auteur innovant car l'idéologie dominante alors est de révérer l'ancien et le rôle de l'auteur se contente à reprendre des histoires déjà connues et de les adapter au mieux pour son public ou son lectorat. Cela ne signifie pas qu'il abandonne tout style personnel mais qu'il met celui-ci au service du récit classique.

### L'art poétique
Cet attachement aux sources déjà connues par son auditoire ne contamine cependant pas le travail formel de l'auteur. Chrétien utilise un vers fréquent dans les romans en vers du XIIe siècle, l'octosyllabe à rimes plates. Les vers ont donc huit syllabes et riment deux à deux. La longueur des vers est constante et jamais Chrétien ne laisse un vers plus long ou plus court dans son roman. Les rimes sont parfaites et il est exceptionnel qu'un mot rime avec lui-même. Au contraire les rimes sont souvent riches voire léonines. Selon les besoins du vers, Chrétien fait varier l'élision et le hiatus et des mots qui habituellement s'élident peuvent être gardés complets et créer un hiatus. Il en est ainsi par exemple pour la conjonction se que Chrétien choisit parfois de ne pas élider comme dans se aventure. Pour jouer aussi sur la mesure des pieds Chrétien utilise les mots à double forme comme encore / encor ou onc/ onques, etc..
Par ailleurs, Chrétien innove en brisant l'unité du couplet car le sens de la phrase peut dépasser la deuxième rime,. Cette rupture n'est pas un effet gratuit, elle sert à attacher deux discours, le premier s'achevant avec le premier vers, le second commençant avec le second. Elle sert aussi à lier un dialogue et un retour à la narration, à séparer chaque action placée dans une série, à marquer un changement de lieu ou de temps ou enfin à mettre en relief un proverbe ou un commentaire du narrateur sur l'action en cours. Dans ce dernier cas cela participe de la mise à distance du récit et cela permet de décrire les caractères des personnages. En effet Chrétien de Troyes porte un regard souvent ironique sur les personnages et ce caractère identifie son style. Celle-ci se porte sur les personnages et leurs actes et amène aussi un discours distancié adressé au public cultivé, c'est-à-dire un public de nobles. C'est en dernier ressort à ce public de porter un jugement sur les personnages et leurs actions.
Un autre trait caractéristique de l'écriture de Chrétien est son recours à la comparaison. Elle peut être classique au sens où elle reprend des topos de la littérature comme la comparaison du héros à un personnage mythologique, historique ou religieux ou encore la comparaison de l'amour à un feu. Cependant certaines sont plus rares comme celle qui établit une ressemblance entre Soredamor, dans le Cligès, et la reine de l'échiquier. Ces comparaisons s'intègrent à un texte où les descriptions jouent un rôle important.

### La peinture d'un monde
Dans ses romans arthuriens, Chrétien ne donne pas nécessairement le nom du personnage principal dès sa première apparition. Ainsi Perceval dans le roman homonyme n'est-il nommé qu'au vers 6241. Cet anonymat s'abolit lorsque le personnage est confronté à la crise qui l'oblige à effectuer une quête. La révélation du nom du héros au lecteur est liée à la révélation de son devoir au héros. La rétention de l'information est donc un travail stylistique de Chrétien qui maîtrise les éléments qu'il apporte dans son roman pour obtenir un effet sur le lecteur. Dans le même sens s'exerce son écriture lorsqu'il décrit des objets. Ainsi, lorsque Perceval découvre son premier château, ce dernier est décrit complètement, alors que les personnes vivant à l'époque savent à quoi ressemble un château. Cette description rapproche le lecteur de Perceval qui, lui, n'a jamais vu de château. Les descriptions ne sont donc pas gratuites et permettent d'apporter des informations au lecteur.

## Réception et postérité
L'œuvre de Chrétien de Troyes a connu rapidement le succès. Elle est non seulement lue mais aussi racontée par des trouvères ou des troubadours comme le prouve le passage du roman courtois occitan du XIIIe siècle Flamenca dans lequel, lors d'un mariage, des jongleurs racontent diverses romans de la Table ronde ; or ce sont les cinq romans de Chrétien de Troyes auxquels il est fait référence. Elle est destinée, comme nombre de romans de cette époque, uniquement aux nobles, à l'aristocratie. Les bourgeois et les paysans ne sont pas conviés à apprécier ces œuvres car justement, ils sont jugés incapables de comprendre l'art littéraire et les questions morales soulevées par l'auteur.
Après sa mort, l'intérêt pour les romans de Chrétien disparaît bien que son œuvre soit poursuivie par des continuateurs. En effet, le Lancelot et le Perceval sont des sources importantes pour les auteurs des siècles suivants qui racontent en prose la légende du roi Arthur et du Graal. Dans les pays étrangers, les romans de Chrétien sont traduits ou imités. On trouve ce genre de texte en anglais, en allemand, en suédois, etc.. Son nom réapparaît épisodiquement dans des ouvrages historiques comme celui de Claude Fauchet en 1581. Il faut attendre le XVIIIe siècle pour que l'œuvre de Chrétien soit réimprimée. Toutefois, il s'agit en fait d'adaptations faites par le comte de Tressan qui, entre 1777 et 1783, dans sa Bibliothèque universelle des romans insère sa réécriture des cinq romans de Chrétien. En cette fin du XVIIIe–début XIXe siècle, l'intérêt renouvelé pour les légendes anciennes amène un regain d'intérêt pour les romans de Chrétien. Cependant, la critique scientifique en est encore à ses débuts et certains imaginent que les récits en prose sont antérieurs aux romans de Chrétien alors qu'il a été démontré depuis que ces romans en prose sont postérieurs, ce que personne ne conteste plus. Il faut attendre 1849 pour qu'un roman de Chrétien soit publié correctement. Il s'agit du Lancelot suivi en 1856 d'Érec, d'Yvain en 1862, de Perceval en 1866 et de Cligès en 1884. L'attrait du public pour les légendes anciennes permet donc le retour en grâce de Chrétien. La critique analyse l'œuvre en montrant l'intérêt et la richesse de celle-ci, bien que des a priori sur la littérature médiévale nuisent parfois à une approche sereine et scientifique. La critique de la fin du XIXe siècle et du début du XXe siècle s'intéresse à l'origine des romans de Chrétien et cherche à voir ce qui transparaît dans ceux-ci des légendes celtiques. Cependant, des erreurs sont commises par des critiques qui interprètent l'œuvre et établissent des théories qui depuis ont été disqualifiées. Ainsi Gaston Paris puis Jessie Weston (en) pensent que Chrétien de Troyes s'est contenté de lier des récits celtes antiques mais en faisant disparaître toute la magie de ceux-ci. Au début du XXe siècle, Chrétien est un auteur reconnu, son style est parfois admiré, mais il est surtout vu comme un auteur qui reprend d'antiques légendes pour en faire des romans légers. Il faut attendre les années 1930 pour que les critiques voient en lui l'un des premiers romanciers créateurs du roman psychologique et le maître du roman courtois, suivant ainsi une opinion déjà émise par Myrrha Borodine mais restée à l'époque, en 1909, marginale. Déjà Maurice Kufferath, dans le volume consacré à Parsifal de ses Essais sur les œuvres de Richard Wagner publiés de 1891 à 1899, faisant une lecture approfondie du poème Perceval de Chrétien de Troyes, déplorait, dans une longue note, le mépris de « la critique française, servilement imitée par la critique contemporaine », pour le roman courtois. En revanche, Louis Aragon, dans l'article La leçon de Ribérac ou l'Europe française publié en juin 1941, put saluer la réhabilitation de Chrétien de Troyes par le médiéviste Gustave Cohen : « Comme Arnaut Daniel Chrétien de Troyes ne s'est guère vu rendre justice dans son propre pays, et défendu jusque-là par les seuls auteurs allemands, il devait attendre en France que M. Gustave Cohen enfin vint lui assigner sa place véritable dans notre littérature et l'histoire de notre esprit », et souligner que « dans la seconde moitié du XIIe siècle, la France connut cette gloire, cet orgueil immense d'envahir poétiquement l'Europe, c'est alors qu'elle fut pour la première fois la France européenne, comme elle devait le redevenir au XVIIIe et au XIXe siècle par l'expansion de la philosophie des lumières ».

## Éditions
- Chrétien de Troyes, Œuvres complètes, édition et traduction sous la direction de Daniel Poiron, Gallimard, « Bibliothèque de la Pléiade », 1994, 1600 p.
- Chrétien de Troyes, Lancelot, le chevalier de la Charrette, roman poétique traduit en vers par Jean-Louis Paul, avec le texte original en regard par Wendelin Foerster Ressouvenances, mars 2012.
- Chrétien de Troyes, Yvain, le chevalier au Lion, roman poétique traduit en vers par Jean-Louis Paul, avec le texte original en regard par Wendelin Foerster, avec un lexique et une présentation par le traducteur, Ressouvenances, mai 2012.
- Chrétien de Troyes, Perceval et Gauvain. Le conte du graal, roman poétique traduit en vers par Jean-Louis Paul, avec le texte original en regard d’Alfons Hilka, Ressouvenances, 2013.